# 藤岡和泉 (初代)
藤岡 和泉 (初代)（ふじおか いずみ、、元和3年8月1日（1617年8月31日） - 宝永2年9月15日（1705年11月1日））は、江戸前期に活躍した彫刻師。和泉甚兵衛と通称され、和泉壇・浜壇（長浜仏壇）の創作者。近江国の人物。

## 生涯
元和3年、近江浅井郡内保村（後の東浅井郡湯田村、現滋賀県長浜市内保）に生まれ、幼名を一松、長じて甚兵衛と称した。井関家重（近江井関）について彫刻を習い、修行の後に伊部（現長浜市湖北町）に居を構え彫刻師として活躍した。小谷村上山田の和泉神社造営に際し甚兵衛が行った社殿彫刻は、その妙技に対し大いに評判を得た結果、神社名から和泉甚兵衛と呼ばれるに至った。
蓮・雲の彫刻を得意とし、中でも近くの寺（神照寺）の蓮池を熱心に観察を続け技を磨いた蓮の彫刻は天下無敵と賞された。仏壇作りにおいては、京仏壇や彦根仏壇と異なり、金箔等は少なめに素材を大事にした。木地に檜を用い、大型で簡素、蒔絵を多くして狭間の彫刻には欅の素朴を用いることを特色にした。和泉甚兵衛の仏壇は和泉壇・浜壇と呼ばれた。
この後、子孫も代々藤岡和泉を名乗り、毎年4月に行われる長浜祭り曳山の細工のほとんどを代々で手掛けた。

## 作品
- 川道観音千手院　本尊「千手観音」（長浜市川道４５２）